# Jessik-Beschsatyr-Kultur
Die Jessik-Beschsatyr-Kultur war etwa vom 5. bis 3. Jahrhundert v. Chr. im nordwestlichen Tianshan und dem Siebenstromland in Zentralasien verbreitet. Sie ist nach der Kurgangruppe von Jessik (Issyk), 50 km östlich von Almaty, benannt. Von der Archäologie wird sie mit dem aus antiken Quellen bekannten iranischen Volk der Saken in Verbindung gebracht.
Die Träger der Jessik-Beschsatyr-Kultur waren Reiternomaden, dementsprechend stammt das gesamte Fundgut aus Gräbern. Wie die anderen zentralasiatischen Reiternomadenvölker wurden die Toten der Jessik-Beschsatyr-Kultur in Kurganen beigesetzt, die teilweise eine enorme Größe erreichen. Die in diesen Großkurganen bestatteten Gräber sind ausgesprochen reich ausgestattet. So weist das Grab des „Goldenen Mannes von Jessik“ einen Durchmesser von 60 Metern auf. Unter der Kurganaufschüttung befand sich eine rechteckige Kammer aus Lärchenbalken, in der der Verstorbene in gestreckter Rückenlage beigesetzt war und eine Goldrüstung im Kataphraktenstil mit sehr hoher Kopfbedeckung trug, die aus altpersischen Darstellungen der Spitzhut-Saken bekannt ist. Als Grabbeigaben finden sich verschiedene Gefäße, Waffen und goldene Ware im skythisch-sakischen Tierstil. Außerdem fand sich in dem Kurgan eine Silber-Trinkschale mit bis heute nicht zweifelsfrei entzifferten Schriftzeichen, die auch aus Baktrien bekannt sind, die Issyk-Kuschana-Schrift. Der enorme Reichtum einiger Gräber weist auf eine für die Reiternomadenkulturen typische starke soziale Hierarchie hin.
Die Jessik-Beschsatyr-Kultur wurde von der Kultur der Wusun abgelöst.